# Стоян Борисов
Стоян Борисов е български народен певец.
Роден е на 4 септември 1950 година в Черешница, Санданско. От ранна възраст пее във фолклорния ансамбъл „Дружба“, където работи в продължение на 30 години. Първите си записи прави през 1977 година в Българското радио. През 1998 година „Балкантон“ издава самостоятелния му албум „Полъх от Пирина“.
Стоян Борисов умира на 3 юни 2021 година в София.